# Thyreosthenius
Thyreosthenius is een geslacht van spinnen uit de familie hangmatspinnen (Linyphiidae).

## Soorten
De volgende soorten zijn bij het geslacht ingedeeld:
- Thyreosthenius biovatus (O. P.-Cambridge, 1875)
- Thyreosthenius parasiticus (Westring, 1851)